# Mooreville
Mooreville – jednostka osadnicza w Stanach Zjednoczonych, w stanie Missisipi, w hrabstwie Lee.